# Tomnaverie
Tomnaverie (früher Tom-na-hivrigh genannt) ist ein Steinkreis des Typs Recumbent Stone Circle (RSC), der in der Region Grampian, insbesondere am Dee mit nahezu 100 Exemplaren verbreitet ist. Merkmal der RSC ist ein „liegender Stein“ begleitet von zwei stehenden, hohen, oft spitz zulaufenden „Flankensteinen“, die sich an der Peripherie des Kreises oder nahe dem Kreis befinden. Tomnaverie liegt auf einem Hügel (Hill of Worship oder Justice) 1,2 km südöstlich von Tarland in Aberdeenshire in Schottland. Der Steinkreis wurde zwischen 1800 und 1600 v. Chr. errichtet, Teile der Anlage sind jedoch älter.

## Monumentgeschichte
Die primäre Funktion von Tomnaverie war die eines Scheiterhaufens, der anschließend von einem Ring Cairn eingeschlossen und schließlich durch den Steinkreis umgeben wurde. Die Behandlung der Toten war nur ein Element im Bereich der rituellen Praktiken an diesen Stellen.

Tomnaverie
Diagramm
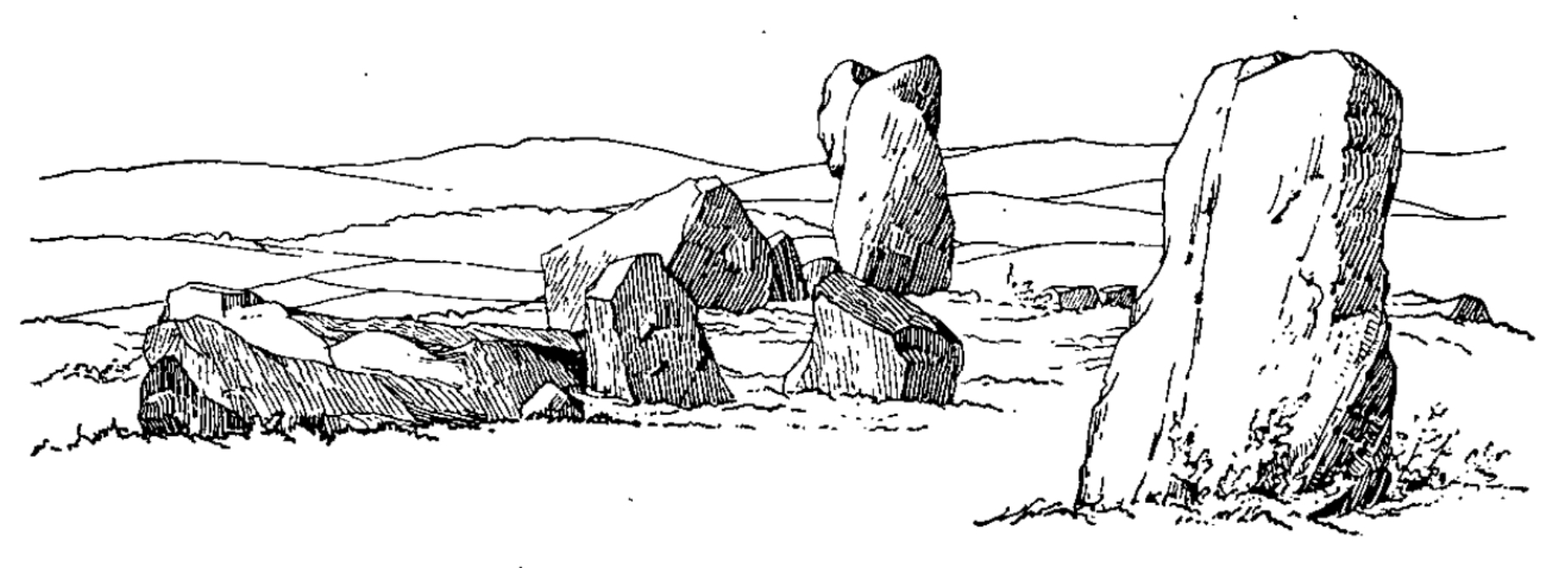
Zeichn. von Frederick Coles 1905
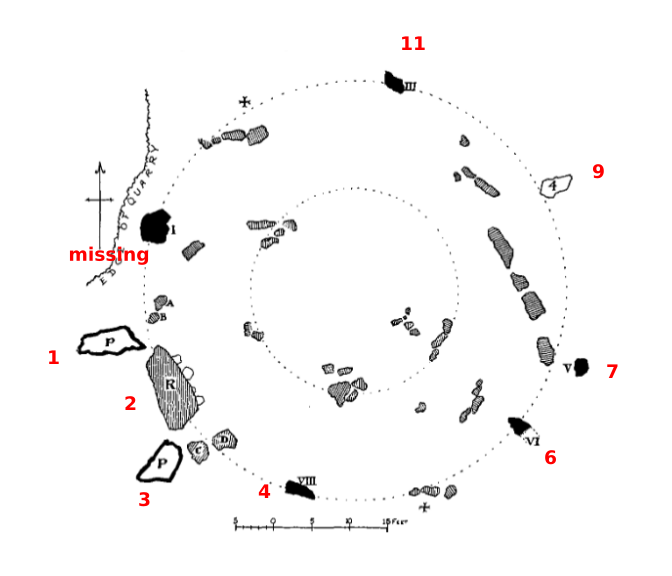
Zeichn. von Frederick Coles 1905
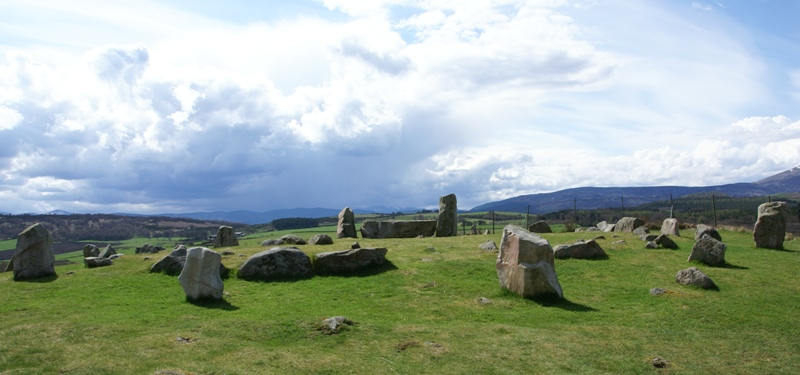
Tomnaverie

## Forschungsgeschichte
Der Steinkreis wurde 1792 erstmals beschrieben.
Während des 19. und frühen 20. Jahrhundert wurden im Granitsteinbruch, an dem der Kreis liegt, Steine für die Häuser in der Hauptstraße und am viktorianischen Marktplatz von Tarland abgebaut. Die beiden Flankensteine (2,8 und 2,2 m hoch) aus rotem Granit und der 12,5 t schwere „liegende Stein“, von 3,1 m Länge wurden dabei umgestürzt. Die Abbautätigkeiten haben auch den Verlust zweier Kreissteine verursacht, mehrere waren umgefallen, und nur vier standen aufrecht. Nach der Restaurierung sind es zehn. Der RSC wurde 1999 durch Richard Bradley (geb. 1946) ausgegraben und im Jahre 2000 restauriert.

## Aufbau
Der Kreis hat einen Durchmesser von etwa 18,0 m. Die Reste eines Ringcairns, ähnlich dem von Nine Stanes liegen innerhalb des Kreises. Der Ringcairn wurde von einem Außenring aus Randsteinen gehalten und hat etwa 14 m Durchmesser. In Tomnaverie, wie in Eslie the Greater, Nine Stanes und Clune Wood liegen die ruhenden Steine im Südosten. Der Errichtung der Steine ging eine Phase voraus, während der mehrere steingefasste Hügel errichtet wurden, die Leichenbrand enthielten. Am Ende ist der Platz als Brandgräberfeld verwendet worden.

## Die Steinkreise am River
Die Steinkreise von Deeside bilden eine Gruppe von Recumbent Stone Circles (RSC). Ungefähr 100 von ihnen wurden zwischen 2500 und 1500 v. Chr. am Dee in Aberdeenshire errichtet. Die Ensembles der „ruhenden Steine“ liegen in der Regel im Südosten und (normalerweise) auf dem Ringverlauf.